# Медаль Военно-воздушных сил «За верную службу»
Медаль Военно-воздушных сил «За верную службу» – ведомственная награда Военно-воздушных сил Королевства Норвегия.

## История
Медаль Военно-воздушных сил «За верную службу» была учреждена в 1 мая 1982 года в целях поощрения военнослужащих рядового состава ВВС, прошедших полную начальную военную службу и уволенных в запас, а также офицеров ВВС, после получения военного образования, отслуживших определённый срок начальной военной службы и уволенных в запас. При каждом очередном призыве на военную переподготовку на ленту медали крепится позолоченная пятиконечная звёздочка, но не более трёх.
| Планки медали с накладками | Планки медали с накладками | Планки медали с накладками | Планки медали с накладками |
| -------------------------- | -------------------------- | -------------------------- | -------------------------- |
|                            |                            |                            |                            |

С 2011 года статут медали предполагает пятиконечные звезды белого металла:
| Планки медали с накладками | Планки медали с накладками | Планки медали с накладками | Планки медали с накладками |
| -------------------------- | -------------------------- | -------------------------- | -------------------------- |
|                            |                            |                            |                            |

## Описание
Медаль круглой формы из бронзы.
Аверс несёт эмблему Военно-воздушных сил Норвегии: пикирующий сокол под геральдической королевской короной, ниже эмблемы лавровый венок из двух ветвей.
Реверс – надпись по окружности: «LUFTFORSVARET – FOR FRED OG FRIHET» (Военно-воздушные силы – За мир и свободу).
Лента медали шёлковая муаровая 35 мм. шириной голубого цвета с десятью тонкими полосками белого цвета.